# پروانه‌ماهی باله‌لکه‌ای
پروانه‌ماهی باله‌لکه‌ای (نام علمی: Chaetodon ocellatus) نام یک گونه از سرده پروانه‌ماهی است.